# Krokodilolja

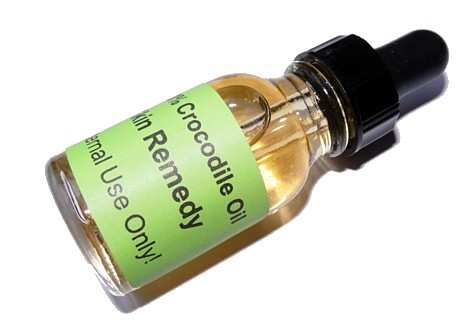
Krokodilolja.

Krokodilolja är en olja som utvinns ur krokodilers fettvävnad. Produkten används inom traditionell kinesisk medicin för behandling av brännskador och har tillskrivits läkande egenskaper mot bland annat astma, lungemfysem, sår och cancer.
Oljan, som har  antiinflammatoriska egenskaper, används också i salvor och hudkräm. Den innehåller omättade omega-3-fettsyror såsom linolsyra samt A- och E-vitamin och påstås hjälpa mot torr och irriterad hud.